# أكاديمية نيويورك العسكرية

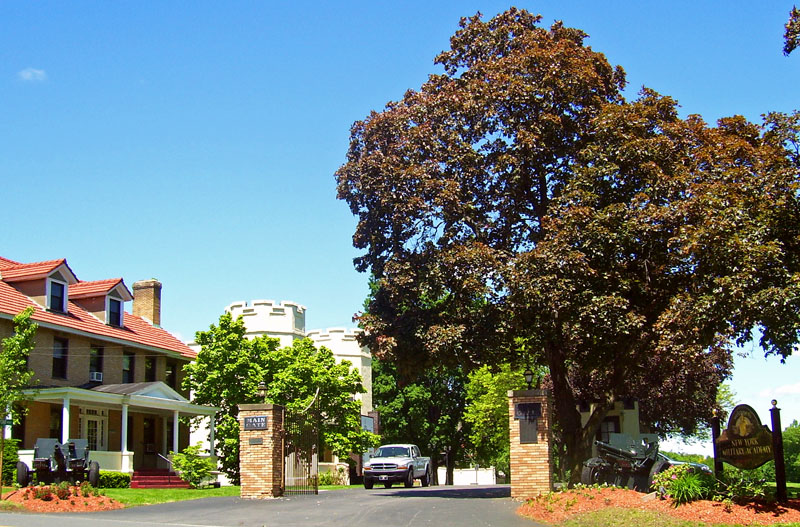
المدخل الرئيسي الأكاديمية

أكاديمية نيويورك العسكرية (بالإنجليزية: New York Military Academy)‏ هي كلية عسكرية أمريكية تم تأسيسها عام 1889، بدأت بقبول البنات سنة 1975. تقع الكلية في مدينة كورنوال (نيويورك) و من ابرز الخريجين من الكلية الرئيس الأمريكي الخامس والأربعون والرئيس السابع والاربعون دونالد ترامب حيث تخرج منها سنة 1964.
‌